# Звір (фільм, 1953)
«Звір» (ісп. El bruto) — мексиканський чорно-білий кінофільм режисера Луїса Бунюеля. Прем'єра відбулася 5 лютого 1953 року.

## Сюжет
Педро на прізвисько «Звір» — робітник скотобійні, який має більше м'язів аніж розуму. Землевласник Андрес Кабрера наймає його для залякування пожильців свого будинку, який він збирається знести, а землю вигідно продати. «Звір» закохується в Мече, дочку одного з пожильців. Це не подобається Паломі, дружині Кабрери, яка сама "поклала око" на грубого силача...

## У ролях
| Актор               | Роль             |
| ------------------- | ---------------- |
| Педро Армендаріс    | Педро            |
| Кеті Хурадо         | Палома           |
| Роса Аренас         | Мече             |
| Андрес Солер        | Андрес Кабрера   |
| Роберто Меєр        | Кармело Гонсалес |
| Беатріс Рамос       | донья Марта      |
| Пако Мартінес       | дон Пепе         |
| Глорія Местре       | Марія            |
| Пас Вільєгас        | мати Марії       |
| Хосе Муньйос        | Ленчо Руїс       |
| Діана Очоа          | дружина Ленчо    |
| Ігнасіо Вільяльбасо | брат Марії       |
| Хайме Фернандес     | Хуліан Гарсія    |
| Ракель Гарсія       | донья Енрікетта  |
| Лупе Каррільєс      | дівчина          |
| Гильєрмо Браво Соса | Кульгавий        |

## Знімальна група
- Режисер-постановник: Луїс Бунюель
- Сценаристи: Луїс Бунюель, Луїс Алькоріса
- Оператор: Агустін Хіменес
- Продюсер: Габріель Кастро, Оскар Данцигер, Серджо Коган
- Художники-постановники: Гюнтер Гресцо, Роберто Сільва
- Композитор: Рауль Лавіста
- Звукорежисер: Хав'єр Матеос
- Монтажер: Хорхе Бустос
- Гример: Ана Герреро

## Нагороди та номінації
Арієль (1954)
- Найкраща акторка другого плану (Кеті Хурадо).
- Номінація на найкращого актора другого плану (Андрес Солер).
- Номінація на найкращу операторську роботу (Агустін Хіменес)[1].